# 埃德·麦基弗
埃德·麦基弗（英語：Ed McKeever，1983年8月27日—），英国男子皮划艇运动员。他曾代表英国参加2012年夏季奥林匹克运动会皮划艇比赛，获得男子单人皮艇200米金牌。